# Evergreen Group
Evergreen Group (кит.: 長榮集團) — концерн тайванського конгломерату судноплавних транспортних компаній, і інших асоційованих сервісних компаній.
Evergreen Group виникла в 1975 році в результаті диверсифікації бізнесу судноплавної компанії Evergreen Marine Corporation (EMC), яка була створена в 1968 році і є, за станом на 2021 рік, 7-м найбільшим морським контейнерним перевізником у світі.
На сьогоднішній день Evergreen Group — це близько 18 тис. працівників, понад 240 офісів/агентств по всьому світу, структура з близько 50-ти компаній по всьому світу, три з яких мають лістинг на Тайбейській фондовій біржі.

## Історія

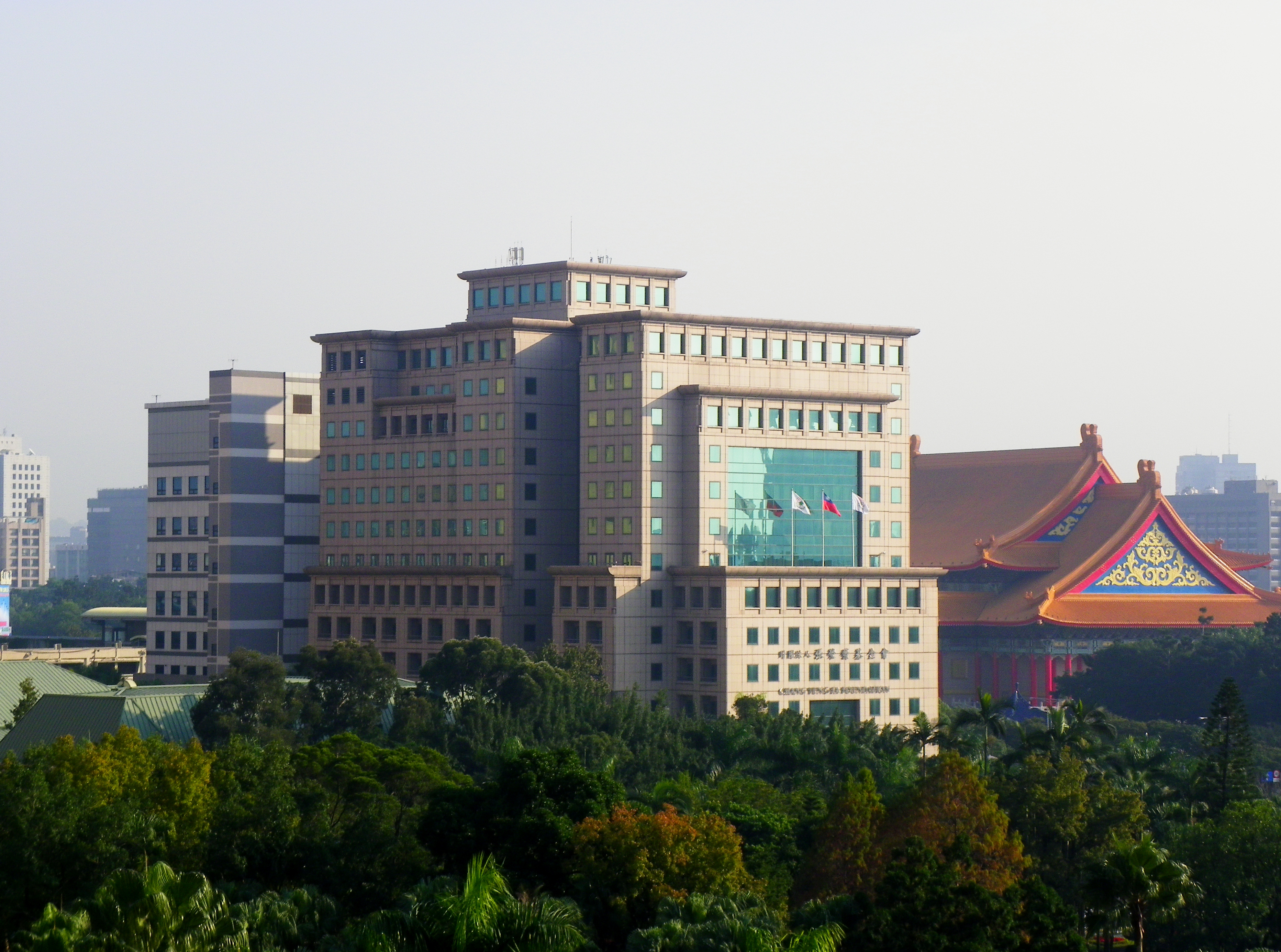
Морський музей компанії Evergreen

У 1961 році капітан Чанг Юнг Фа (Chang Yung-fa), 張榮發) спільно з кількома друзями, організував судноплавну компанію. Потім він вирішив створити свою власну компанію і 1 вересня 1968 року заснував Evergreen Marine Corporation, флот якої складався тільки з одного вживаного судна дедвейтом 15 тис. тонн. У наступні 5 років флот компанії збільшився до 12 суден.
У 1975 році Чанг передбачив контейнерний бум і придбав чотири контейнерних судна, поставивши їх на лінію на східне узбережжя США.
У 1989 році була створена перша приватна тайванська авіакомпанія — EVA Airways Corporation.
В 1998 році компанія придбала італійську судноплавну компанію Lloyd Triestino, яка з 2006 року перейменована в Italia Marittima S. p.A., що розширило сферу дії компанії на Європу.
У 2002 році в Лондоні була зареєстрована судноплавна компанія Hatsu Marine.
У 2006 році Гоміньдан продала Evergreen Group свою колишню штаб-квартиру за 96 млн доларів, в даний час в цьому приміщенні знаходиться Морський музей компанії.
У 2010 році компанія оголосила що має амбітні плани щодо збільшення вдвічі флоту, який на той час налічував 81 судно.

## Контейнеровоз в Суецькому каналі
23 березня 2021 року контейнеровоз Ever Given компанії Evergreen, що має панамську реєстрацію, сів на мілину в Суецькому каналі, і перегородив рух суден в обох напрямках. На підходах до каналу зібрався корок з більш ніж 450 суден. За підрахунками Bloomberg загальний збиток від блокування каналу становить $9,6 млрд на добу.

## Структура компанії

### Evergreen Marine
Evergreen Marine Corporation (EMC) — всесвітня морська транспортна мережа, міжнародний морський контейнерний перевізник, який є п'ятим після Maersk, Mediterranean Shipping Company, CMA CGM і COSCO.

### Evergreen International
|                                  |
| Ever Given. Порт Роттердама 2020 |

|  |
|  |

|  |
|  |

|  |
|  |

|  |
|  |

|  |
|  |

- Evergreen International Corporation

### Авіаперевізники EVA Air і Uni Air
- EVA Air (EVA Airways Corp.) — власні авіалінії
- Uni Air

### Evergreen Aviation Technologies
- Evergreen Aviation Technologies Corporation — ремонт (MRO[en]) авіатехніки
- Evergreen Airline Services Corp. — обслуговування авіатехніки
- Evergreen Air Cargo Services Corporation[5] — вантажні авіаперевезення
- Evergreen Sky Catering Corp.[6] (засн. у 1993 році, Tao-yüan Hsien)
- Chang Yung-fa[en] Foundation[7]

Evergreen Symphony Orchestra
- Evergreen International Convention Center[8]
- Evergreen Maritime Museum[9]
- Evergreen Security Corp.[10] — охорона та безпека
- Evergreen Logistics Corp.[11]
- Evergreen International Engineering Corp..[12]
- Evergreen International Storage &amp; Transport Corp.[13] — склади по всьому світу
- Evergreen International Hotels[14] — міжнародна мережа готелів
- Evergreen Steel Corp.[15] — будівництво будівель і споруд